# 斯塔克縣 (印第安納州)
斯塔克县（英語：Starke County）是位於美国印第安纳州北部的一個縣，北界坎卡基河，面積809平方公里。根據2020年美國人口普查，共有人口23,371人。縣治諾克斯（Knox）。該縣成立於1835年2月7日，縣政府成立於1850年1月15日生效；縣名紀念美國獨立戰爭時期軍官約翰·史塔克（John Stark），當中多出來的「e」是附加上的。